# Транкийе, Режис
Режис Транкийе (фр. Régis Tranquille; род. 17 января 1955) — сейшельский легкоатлет, выступавший в беге на короткие и средние дистанции. Участник летних Олимпийских игр 1980 года.

## Биография
Режис Транкийе родился 17 января 1955 года.
В 1980 году вошёл в состав сборной Сейшельских Островов на летних Олимпийских играх в Москве. В беге на 400 метров занял в забеге 1/8 финала предпоследнее, 5-е место, показав результат 49,34 секунды и уступив 0,99 секунды попавшему в четвертьфинал с 4-го места Глену Коэну из Великобритании. В эстафете 4х100 метров команда Сейшельских Островов, за которую также выступали Марк Лароз, Казимир Перейра и Венсан Конфе, заняла в полуфинале последнее, 7-е место с результатом 41,71, уступив 2,46 секунды попавшей в финал с 3-го места сборной Болгарии. В эстафете 4х400 метров команда Сейшельских Островов, за которую также выступали Венсан Конфе, Казимир Перейра и Марк Лароз, заняла в полуфинале последнее, 7-е место с результатом 3 минуты 19,2 секунды, уступив 13,3 секунды попавшей в финал со 2-го места сборной Великобритании.

## Личный рекорд
- Бег на 400 метров — 49,17 (1979)[4]